# Kristina Mladenovic
Kristina Mladenovic (szerbül: Кристина Младеновић) (Saint-Pol-sur-Mer, Franciaország, 1993. május 14. –) szerb és bosnyák származású francia profi teniszezőnő, páros világelső, háromszoros olimpikon, párosban hatszoros, vegyes párosban háromszoros Grand Slam-tornagyőztes, kétszeres páros világbajnok, Fed-kupa-győztes (2019), junior világbajnok (2009).
Egyéniben egy, párosban 29 WTA-tornagyőzelemmel rendelkezik. Emellett még  egyéniben egy, párosban három WTA125K-, valamint egyéniben hat, párosban 12 ITF-tornát nyert meg. 2009-ben junior világelső volt a lányok között. A Grand Slam-tornákon a legjobb eredménye egyéniben a 2015. évi US Openen, valamint a 2017-es Roland Garroson elért negyeddöntő, párosban pedig 2016-ban és 2022-ben Caroline Garcia partnereként a Roland Garros, míg Babos Tímea partnereként a 2018-as és a 2020-as Australian Open, valamint a 2019-es és a 2020-as Roland Garros megnyerése volt. Emellett 2014-ben Wimbledonban, 2018-ban a US Openen és 2019-ben az Australian Openen Babos Tímeával, valamint 2016-ban a US Openen Caroline Garcia párjaként a döntőbe jutott. Vegyes párosban Daniel Nestorral két Grand Slam-tornagyőzelmet aratott, 2013-ban Wimbledonban és 2014-ben az Australian Openen, és harmadik vegyes páros győzelmét 2022-ben a horvát Ivan Dodiggal érte el az Australian Openen.
2015-ben egész éves szereplésük alapján Babos Tímeával párosban jogot szereztek a WTA Finals tornán való indulásra, ahol a csoportmérkőzések során csoportjukban a harmadik helyen végeztek. A 2016-os WTA Finals páros versenyén Caroline Garciával párban az elődöntőig jutott. A 2018-as világbajnokságon párosban Babos Tímeával világbajnoki címet szerzett.
Legjobb világranglista-helyezése egyéniben a 10. hely, amelyet 2017. október 23-án ért el, párosban az 1. helyre 2019. június 10-én került és öt héten keresztül állt ott, majd október 7-én két hétre, 2020. február 24-én egy hétre, majd 2021. május 17-én négy hétre ismét az élre került, amelyen összesen 12 héten keresztül állt. 2016-ban Caroline Garciával az "Év párosa" címet nyerték el.
2012 óta a francia Fed-kupa-válogatott tagja, 2019-ben két győzelmével (egyéni és páros) kiemelkedő szerepe volt abban, hogy a francia válogatott 1997 és 2003 után ismét elnyerte a trófeát.
2012-ben, 2016-ban és 2021-ben Franciaország képviseletében vett részt a nyári olimpiai játékok egyéni és páros teniszversenyein.

## Élete és pályafutása
Apja Dragan Mladenović egykori jugoszláv kézilabda játékos, anyja Dženita korábbi bosnyák röplabdázó. Szülei 1992-ben költöztek Franciaországba, amikor apját leigazolta a Dunkirk együttese. Van egy öccse, Luka. Ma már mindannyian francia állampolgárok.

## Első sikerei
2006-ban kezdett játszani a juniorok között, 2007-ben a 14 év alattiak Európa-bajnoka lett. A juniorok között a legnagyobb sikerét 2009-ben érte el, amikor megnyerte lányok versenyét a Roland Garroson. 2009. június 8-án a juniorok között a világranglista élén állt. 2009-ben Wimbledonban egyéniben és párosban is a juniorok döntőjébe jutott.
WTA-verseny főtáblájára először 2007-ben Párizsban, az Open GDF Suez versenyén jutott be a kvalifikációból, de az első fordulóban kikapott Petra Kvitovától. A 2009-es Australian Openen szabad kártyával indulhatott, de az első fordulóban búcsúzni kényszerült, miután kikapott a 14. kiemelt, svájci Patty Schnydertől. Első győzelmét WTA-tornán 2009-ben Strasbourgban szerezte meg, miután a döntő játszmában 5–2-ről egyenlítve a rövidített játékban legyőzte a svájci Stefanie Vögelét.
2013-ban győzött le először Top10-es versenyzőt, Párizsban a GDF Suez tornáján a negyeddöntőben verte két játszmában a cseh Petra Kvitovát. 2015-ben Strasbourgban jutott be először WTA-torna döntőjébe, ott azonban vereséget szenvedett Samantha Stosurtól. Ebben az évben bejutott a US Open negyeddöntőjébe, és ezzel az eredményével a világ legjobb 30 versenyzője közé került a ranglistán. Első WTA-tornagyőzelmét 2017-ben Szentpéterváron aratta.

## Junior Grand Slam döntői

### Lány egyéni
| Eredmény | Év   | Verseny       | Borítás | Ellenfél                | Eredmény      |
| -------- | ---- | ------------- | ------- | ----------------------- | ------------- |
| Győzelem | 2009 | Roland Garros | Salak   | Darja Gavrilova         | 6–3, 6–2      |
| Döntő    | 2009 | Wimbledon     | Fű      | Noppawan Lertcheewakarn | 6–3, 3–6, 1–6 |

### Lány páros
| Eredmény | Év   | Verseny   | Borítás | Partner       | Ellenfél                            | Eredmény |
| -------- | ---- | --------- | ------- | ------------- | ----------------------------------- | -------- |
| Döntő    | 2009 | Wimbledon | Fű      | Silvia Njirić | Noppawan Lertcheewakarn Sally Peers | 1–6, 1–6 |

## Grand Slam döntői

### Páros (6-5)
| Eredmény | Év   | Bajnokság       | Borítás | Partner         | Ellenfél                              | Eredmény            |
| -------- | ---- | --------------- | ------- | --------------- | ------------------------------------- | ------------------- |
| Döntő    | 2014 | Wimbledon       | Fű      | Babos Tímea     | Sara Errani Roberta Vinci             | 1–6, 3–6            |
| Győzelem | 2016 | Roland Garros   | Salak   | Caroline Garcia | Jekatyerina Makarova Jelena Vesznyina | 6–3, 2–6, 6–4       |
| Döntő    | 2016 | US Open         | Kemény  | Caroline Garcia | Bethanie Mattek-Sands Lucie Šafářová  | 6–2, 6–7(5), 4–6    |
| Győzelem | 2018 | Australian Open | Kemény  | Babos Tímea     | Jekatyerina Makarova Jelena Vesznyina | 6–4, 6–3            |
| Döntő    | 2018 | US Open         | Kemény  | Babos Tímea     | Ashleigh Barty Coco Vandeweghe        | 6–3, 6–7(2), 6–7(6) |
| Döntő    | 2019 | Australian Open | Kemény  | Babos Tímea     | Samantha Stosur Csang Suaj            | 3–6, 4–6            |
| Győzelem | 2019 | Roland Garros   | Salak   | Babos Tímea     | Tuan Jing-jing Cseng Szaj-szaj        | 6–2, 6–3            |
| Győzelem | 2020 | Australian Open | Kemény  | Babos Tímea     | Hszie Su-vej Barbora Strýcová         | 6–2, 6–1            |
| Győzelem | 2020 | Roland Garros   | Salak   | Babos Tímea     | Alexa Guarachi Desirae Krawczyk       | 6–4, 7–5            |
| Győzelem | 2022 | Roland Garros   | Salak   | Caroline Garcia | Cori Gauff Jessica Pegula             | 2–6, 6–3, 6–2       |
| Döntő    | 2024 | US Open         | Kemény  | Csang Suaj      | Ljudmila Kicsenok Jeļena Ostapenko    | 4–6, 3–6            |

### Vegyes páros (3-2)
| Eredmény | Év   | Bajnokság       | Borítás | Partner       | Ellenfél                        | Eredmény         |
| -------- | ---- | --------------- | ------- | ------------- | ------------------------------- | ---------------- |
| Döntő    | 2013 | Roland Garros   | Salak   | Daniel Nestor | Lucie Hradecká František Čermák | 6–1, 4–6, [6–10] |
| Győzelem | 2013 | Wimbledon       | Fű      | Daniel Nestor | Bruno Soares Lisa Raymond       | 5–7, 6–2, 8–6    |
| Győzelem | 2014 | Australian Open | Kemény  | Daniel Nestor | Szánija Mirza Horia Tecău       | 6–3, 6–2         |
| Döntő    | 2015 | Australian Open | Kemény  | Daniel Nestor | Martina Hingis Lijendar Pedzs   | 4–6, 3–6         |
| Győzelem | 2022 | Australian Open | Kemény  | Ivan Dodig    | Jaimee Fourlis Jason Kubler     | 6–3, 6–4         |

## WTA döntői

### Egyéni (1-7)
| Összesítés           |                          |
| Grand Slam-torna (0) |                          |
| Tier I (0)           | Premier Mandatory* (0-1) |
| Tier II (0)          | Premier Five* (0)        |
| Tier III (0)         | Premier* (1–2)           |
| Tier IV (0)          | International* (0–4)     |
| Tier V (0)           | Challenger* (0)          |
| WTA Elite Trophy (0) |                          |

| Címek borításonként |
| ------------------- |
| Kemény (1–4)        |
| Fű (0–1)            |
| Salak (0–3)         |
| Szőnyeg (0–0)       |

| Eredmény | No. | Dátum             | Torna                                       | Borítás    | Ellenfél a döntőben | Eredmény         |
| -------- | --- | ----------------- | ------------------------------------------- | ---------- | ------------------- | ---------------- |
| Döntő    | 1.  | 2015. május 23.   | Internationaux de Strasbourg, Strasbourg    | Salak      | Samantha Stosur     | 6–3, 2–6, 3–6    |
| Döntő    | 2.  | 2016. június 12.  | Topshelf Open, ’s-Hertogenbosch             | Fű         | Coco Vandeweghe     | 7–5, 7–5         |
| Döntő    | 3.  | 2016. október 16. | Hong Kong Open, Hongkong                    | Kemény     | Caroline Wozniacki  | 1–6, 7–6(4), 2–6 |
| Győztes  | 1.  | 2017. február 5.  | St. Petersburg Ladies Trophy, Szentpétervár | Kemény (f) | Julija Putyinceva   | 6–2, 6–7(3), 6–4 |
| Döntő    | 4.  | 2017. március 4.  | Abierto Mexicano Telcel, Acapulco           | Kemény     | Leszja Curenko      | 1–6, 5–7         |
| Döntő    | 5.  | 2017. április 30. | Porsche Tennis Grand Prix, Stuttgart        | Salak (f)  | Laura Siegemund     | 1–6, 6–2, 6–7(5) |
| Döntő    | 6.  | 2017. május 13.   | Mutua Madrid Open, Madrid                   | Salak      | Simona Halep        | 5–7, 7–6(5), 2–6 |
| Döntő    | 7.  | 2018. február 4.  | Ladies Neva Cup, Szentpétervár, Oroszország | Kemény (f) | Petra Kvitová       | 1–6, 2–6         |

### Páros: 47 (29 győzelem, 18 döntő)
| Versenytípus                                     |
| ------------------------------------------------ |
| Grand Slam-torna (6–5)                           |
| WTA Finals (2–0)                                 |
| Tier I / Premier Mandatory & Premier 5 (3–4)     |
| Tier II / Premier (4–5)                          |
| Tier III, IV & V / International / WTA250 (10–3) |
| WTA 125s torna (1–1)                             |

| Borítás        |
| -------------- |
| Kemény (14–14) |
| Fű (1–2)       |
| Salak (14–2)   |
| Szőnyeg (0–0)  |

| Eredmény | No. | Dátum                | Torna                                                                | Borítás      | Partner              | Ellenfél                                | Eredmény               |
| Döntő    | 1.  | 2011. június 12.     | E-Boks Open, Koppenhága, Dánia                                       | Kemény       | Katarzyna Piter      | Johanna Larsson Jasmin Wöhr             | 3–6, 3–6               |
| Győzelem | 1.  | 2012. augusztus 12.  | Canada Masters, Montreal, Kanada                                     | Kemény       | Klaudia Jans-Ignacik | Nagyja Petrova Katarina Srebotnik       | 7–5, 2–6, [10–7]       |
| Győzelem | 2.  | 2012. szeptember 16. | Bell Challenge, Québec City, Kanada                                  | Kemény       | Tatjana Malek        | Alicja Rosolska Heather Watson          | 7–6(5), 6–7(6), [10–7] |
| Győzelem | 3.  | 2012. november 4.    | Taipei Open, Tajvan                                                  | Kemény       | Csan Hao-csing       | Csang Kaj-csen Volha Havarcova          | 5–7, 6–2, [10–8]       |
| Győzelem | 4.  | 2013. február 23.    | U.S. National Indoors, Memphis, Amerikai Egyesült Államok            | Kemény (f)   | Galina Voszkobojeva  | Sofia Arvidsson Johanna Larsson         | 7–6(5), 6–3            |
| Győzelem | 5.  | 2013. április 7.     | Family Circle Cup, Charleston, Amerikai Egyesült Államok             | Salak (zöld) | Lucie Šafářová       | Andrea Hlaváčková Liezel Huber          | 6–3, 7–6(6)            |
| Döntő    | 2.  | 2013. április 28.    | Marrakech Grand Prix, Marrákes, Marokkó                              | Salak        | Petra Martić         | Babos Tímea Mandy Minella               | 3–6, 1–6               |
| Győzelem | 6.  | 2013. május 4.       | Estoril Open, Estoril, Portugal                                      | Salak        | Csan Hao-csing       | Darija Jurak Marosi Katalin             | 7–6(3), 6–2            |
| Győzelem | 7.  | 2013. július 13.     | Palermo International, Palermo, Olaszország                          | Salak        | Katarzyna Piter      | Karolína Plíšková Kristýna Plíšková     | 6–1, 5–7, [10–8]       |
| Győzelem | 8.  | 2013. október 13.    | Japan Women's Open, Oszaka, Japán                                    | Kemény       | Flavia Pennetta      | Samantha Stosur Csang Suaj              | 6–4, 6–3               |
| Döntő    | 3.  | 2014. január 4.      | Brisbane International, Brisbane, Ausztrália                         | Kemény       | Galina Voszkobojeva  | Alla Kudrjavceva Anastasia Rodionova    | 3–6, 1–6               |
| Döntő    | 4.  | 2014. február 2.     | Open GDF Suez, Párizs, Franciaország                                 | Kemény (f)   | Babos Tímea          | Anna-Lena Grönefeld Květa Peschke       | 7–6(7), 4–6, [5–10]    |
| Győzelem | 9.  | 2014. március 2.     | Mexican Open, Acapulco, Mexikó                                       | Kemény       | Galina Voszkobojeva  | Petra Cetkovská Iveta Melzer            | 6–3, 2–6, [10–5]       |
| Döntő    | 5.  | 2014. június 20.     | Topshelf Open, Rosmalen, Hollandia                                   | Fű           | Michaëlla Krajicek   | Marina Eraković Arantxa Parra Santonja  | 6–0, 6–7(5), [8–10]    |
| Döntő    | 6.  | 2014. július 6.      | Wimbledon, London, Egyesült Királyság                                | Fű           | Babos Tímea          | Sara Errani Roberta Vinci               | 1–6, 3–6               |
| Döntő    | 7.  | 2014. augusztus 18.  | Cincinnati Masters, Cincinnati, Amerikai Egyesült Államok            | Kemény       | Babos Tímea          | Raquel Kops-Jones Abigail Spears        | 2-6, 0-2 feladta       |
| Döntő    | 8.  | 2014. november 9.    | Open GDF Suez de Limoges, Limoges, Franciaország                     | Kemény (f)   | Babos Tímea          | Kateřina Siniaková Renata Voráčová      | 6–2, 2–6, [5–10]       |
| Győzelem | 10. | 2015. február 21.    | Dubai Tennis Championships, Dubaj, Egyesült Arab Emírségek           | Kemény       | Babos Tímea          | Garbiñe Muguruza Carla Suárez Navarro   | 6–3, 6–2               |
| Győzelem | 11. | 2015. május 1.       | Grand Prix de SAR La Princesse Lalla Meryem, Marrákes, Marokkó       | Salak        | Babos Tímea          | Laura Siegemund Maryna Zanevska         | 6–1, 7–6(5)            |
| Győzelem | 12. | 2015. május 17.      | Internazionali BNL d'Italia, Róma, Olaszország                       | Salak        | Babos Tímea          | Martina Hingis Szánija Mirza            | 6–4, 6–3               |
| Győzelem | 13. | 2015. augusztus 8.   | Citi Open, Washington, Amerikai Egyesült Államok                     | Kemény       | Belinda Bencic       | Lara Arruabarrena Vecino Andreja Klepač | 7–5, 7–6(7)            |
| Döntő    | 9.  | 2016. január 16.     | Apia International Sydney, Sydney, Ausztrália                        | Kemény       | Caroline Garcia      | Martina Hingis Szánija Mirza            | 6–1, 5–7, [5–10]       |
| Döntő    | 10. | 2016. február 19.    | Dubai Duty Free Tennis Championships, Dubaj, Egyesült Arab Emírségek | Kemény       | Caroline Garcia      | Csuang Csie-jung Darija Jurak           | 4–6, 4–6               |
| Győzelem | 14. | 2016. április 10.    | Family Circle Cup, Charleston, Amerikai Egyesült Államok             | Salak        | Caroline Garcia      | Bethanie Mattek-Sands Lucie Šafářová    | 6–2, 7–5               |
| Győzelem | 15. | 2016. április 24.    | Porsche Tennis Grand Prix, Stuttgart, Németország                    | Salak (f)    | Caroline Garcia      | Martina Hingis Szánija Mirza            | 2–6, 6–1, [10–6]       |
| Győzelem | 16. | 2016. május 7.       | Mutua Madrid Open, Madrid, Spanyolország                             | Salak        | Caroline Garcia      | Martina Hingis Szánija Mirza            | 6–4, 6–4               |
| Győzelem | 17. | 2016. június 5.      | Roland Garros, Párizs, Franciaország                                 | Salak        | Caroline Garcia      | Jekatyerina Makarova Jelena Vesznyina   | 6–3, 2–6, 6–4          |
| Döntő    | 11. | 2016. szeptember 11. | US Open, New York, USA                                               | Kemény       | Caroline Garcia      | Bethanie Mattek-Sands Lucie Šafářová    | 6–2, 6–7(5), 4–6       |
| Döntő    | 12. | 2016. október 9.     | China Open, Peking, Kína                                             | Kemény       | Caroline Garcia      | Bethanie Mattek-Sands Lucie Šafářová    | 4–6, 4–6               |
| Győzelem | 18. | 2018. január 26.     | Australian Open, Melbourne, Ausztrália                               | Kemény       | Babos Tímea          | Jekatyerina Makarova Jelena Vesznyina   | 6–3, 2–6, 6–4          |
| Döntő    | 13. | 2018. május 12.      | Mutua Madrid Open, Madrid                                            | Salak        | Babos Tímea          | Jekatyerina Makarova Jelena Vesznyina   | 6–2, 4–6, [8–10]       |
| Győzelem | 19. | 2018. június 24.     | Birmingham Classic, Birmingham                                       | Fű           | Babos Tímea          | Elise Mertens Demi Schuurs              | 4–6, 6–3, [10–8]       |
| Döntő    | 14. | 2018. szeptember 9.  | US Open, New York, USA                                               | Kemény       | Babos Tímea          | Ashleigh Barty Coco Vandeweghe          | 6–3, 6–7(2), 6–7(6)    |
| Győzelem | 20. | 2018. október 28.    | WTA Finals, Szingapúr                                                | Kemény (f)   | Babos Tímea          | Barbora Krejčíková Kateřina Siniaková   | 6–4, 7–5               |
| Döntő    | 15. | 2019. január 25.     | Australian Open, New York, USA                                       | Kemény       | Babos Tímea          | Samantha Stosur Csang Suaj              | 3–6, 4–6               |
| Győzelem | 21. | 2019. április 28.    | Istanbul Cup, Isztambul                                              | Salak        | Babos Tímea          | Alexa Guarachi Sabrina Santamaria       | 6–1, 6–0               |
| Győzelem | 22. | 2019. június 9.      | Roland Garros, Párizs                                                | Salak        | Babos Tímea          | Tuan Jing-jing Cseng Szaj-szaj          | 6–1, 6–0               |
| Győzelem | 23. | 2019. november 3.    | WTA Finals, Sencsen                                                  | Kemény (f)   | Babos Tímea          | Hszie Su-vej Barbora Strýcová           | 6–1, 6–3               |
| Győzelem | 24. | 2020. január 31.     | Australian Open, Melbourne, Ausztrália                               | Kemény       | Babos Tímea          | Hszie Su-vej Barbora Strýcová           | 6–3, 2–6, 6–4          |
| Győzelem | 25. | 2020. október 11.    | Roland Garros, Párizs                                                | Salak        | Babos Tímea          | Alexa Guarachi Desirae Krawczyk         | 6–4, 7–5               |
| Győzelem | 26. | 2022. június 5.      | Roland Garros, Párizs, Franciaország                                 | Salak        | Caroline Garcia      | Cori Gauff Jessica Pegula               | 2–6, 6–3, 6–2          |
| Győzelem | 27. | 2022. július 17.     | Swiss Open, Lausanne, Svájc                                          | Salak        | Olga Danilović       | Ulrikke Eikeri Tamara Zidanšek          | játék nélkül           |
| Győzelem | 28. | 2022. szeptember 25. | Korea Open, Szöul, Dél-Korea                                         | Kemény       | Yanina Wickmayer     | Asia Muhammad Sabrina Santamaria        | 6–3, 6–2               |
| Győzelem | 29. | 2022. október 9.     | Jasmin Open, Monasztir, Tunézia                                      | Kemény       | Kateřina Siniaková   | Kato Miju Angela Kulikov                | 6–2, 6–0               |
| Döntő    | 16. | 2024. január 14.     | Adelaide International, Adelaide, Ausztrália                         | Kemény       | Caroline Garcia      | Beatriz Haddad Maia Taylor Townsend     | 5–7, 3–6               |
| Döntő    | 17. | 2024. szeptember 5.  | US Open, New York, Amerikai Egyesült Államok                         | Kemény       | [Csang Suaj]]        | Ljudmila Kicsenok Jeļena Ostapenko      | 4–6, 3–6               |
| Döntő    | 18. | 2025. február 8.     | Abu Dhabi Open, Abu-Dzabi, Egyesült Arab Emírségek                   | Kemény       | [Csang Suaj]]        | Jeļena Ostapenko Ellen Perez            | 2–6, 1–6               |

## WTA 125K döntői: 9 (4–5)

### Egyéni: 3 (1–2)
| Eredmény | No. | Dátum              | Torna                       | Borítás     | Ellenfél a döntőben | Eredmény    |
| -------- | --- | ------------------ | --------------------------- | ----------- | ------------------- | ----------- |
| Győztes  | 1.  | 2012. november 3.  | Taipei Open, Tajvan         | Szőnyeg (f) | Csang Kaj-csen      | 6–4, 6–3    |
| Döntő    | 1.  | 2014. november 8.  | Open de Limoges, Strasbourg | Kemény (f)  | Tereza Smitková     | 6–7(4), 5–7 |
| Döntő    | 2.  | 2021. december 26. | Hana Bank Korea Open, Szöul | Kemény (f)  | Csu Lin             | 0–6, 4–6    |

### Páros: 6 (3–3)
| Eredmény | No. | Dátum              | Torna                                  | Borítás     | Partner             | Ellenfelek a döntőben              | Eredmény         |
| -------- | --- | ------------------ | -------------------------------------- | ----------- | ------------------- | ---------------------------------- | ---------------- |
| Győztes  | 1.  | 2012. november 4.  | Taipei Open, Tajvan                    | Szőnyeg (f) | Csan Hao-csing      | Csang Kaj-csen Volha Havarcova     | 5–7, 6–2, [10–8] |
| Döntő    | 1.  | 2014. november 8.  | Open de Limoges, Strasbourg            | Kemény (f)  | Babos Tímea         | Kateřina Siniaková Renata Voráčová | 6–2, 2–6, [5–10] |
| Győztes  | 2.  | 2022. május 15.    | Trophee Lagardère, Párizs              | Salak       | Beatriz Haddad Maia | Okszana Kalasnikova Kato Miju      | 5–7, 6–4, [10–4] |
| Döntő    | 2.  | 2024. április 21.  | Oeiras Ladies Open, Oeiras, Portugália | Salak       | Harriet Dart        | Francisca Jorge Matilde Jorge      | 0–6, 4–6         |
| Győztes  | 3.  | 2024. november 10. | Trophee Lagardère, Párizs              | Salak       | Veronika Erjavec    | Tara Würth Katarina Zavacka        | 6–2, 7–6(4)      |
| Döntő    | 3.  | 2024. november 24. | Copa LP Chile, Colina, Chile           | Salak       | Léolia Jeanjean     | Mayar Sherif Nina Stojanović       | játék nélkül     |

## ITF döntői (18–7)

### Egyéni (6–5)
| Díjazás                        |
| ------------------------------ |
| $100,000 verseny               |
| $75,000/80,000 verseny         |
| $40,000/$50,000/60,000 verseny |
| $25,000 verseny                |
| $15,000 verseny                |
| $10,000 verseny                |

| Eredmény | No. | Dátum              | Verseny                            | Borítás    | Ellenfél                | Eredmény         |
| -------- | --- | ------------------ | ---------------------------------- | ---------- | ----------------------- | ---------------- |
| Döntő    | 1.  | 2009. április 11.  | ITF San Severo, Olaszország        | Salak      | Anna Korzeniak          | 3–6, 1–6         |
| Győzelem | 1.  | 2011. február 6.   | ITF Sutton, Egyesült Királyság     | Kemény (f) | Mona Barthel            | 6–3, 1–6, 6–2    |
| Győzelem | 2.  | 2011. február 13.  | ITF Stockholm, Svédország          | Kemény (f) | Arantxa Rus             | 6–3, 6–4         |
| Győzelem | 3.  | 2011. június 19.   | ITF Padova, Olaszország            | Salak      | Karin Knapp             | 3–6, 6–4, 6–0    |
| Döntő    | 2.  | 2011. december 4.  | ITF Dubai, Egyesült Arab Emírségek | Kemény     | Noppawan Lertcheewakarn | 5–7, 4–6         |
| Győzelem | 4.  | 2011. december 24. | ITF Ankara, Törökország            | Kemény (f) | Valerija Szavinih       | 7–5, 5–7, 6–1    |
| Győzelem | 5.  | 2022. június 12.   | ITF Caserta, Olaszország           | Salak      | Camilla Rosatello       | 6–4, 4–6, 7–6(3) |
| Győzelem | 6.  | 2022. október 16.  | ITF Monasztir, Tunézia             | Kemény     | Tamara Zidanšek         | 6–1, 3–6, 7–5    |
| Döntő    | 3.  | 2023. július 23.   | Porto, Portugália                  | Kemény     | Izabella Sinikova       | 4–6, 5–7         |
| Döntő    | 4.  | 2023. december 2.  | Nagyszombat, Szlovákia             | Kemény (f) | Arina Rodionova         | 6–7(1), 7–5, 1–6 |
| Döntő    | 5.  | 2024. július 28.   | Figueira da Foz, Portugália        | Kemény     | Anasztaszija Zaharova   | 2–6, 1–6         |

### Páros (12–2)
| Versenytípus            |
| ----------------------- |
| $100,000 verseny        |
| $75,000 verseny         |
| $40,000/$50,000 verseny |
| $25,000/35,000 verseny  |
| $15,000 verseny         |
| $10,000 verseny         |

| Eredmény | No. | Dátum              | Verseny                                                     | Borítás    | Partner                | Ellenfél                            | Eredmény         |
| -------- | --- | ------------------ | ----------------------------------------------------------- | ---------- | ---------------------- | ----------------------------------- | ---------------- |
| Győzelem | 1.  | 2009. április 10.  | ITF San Severo, Olaszország                                 | Salak      | Marlot Meddens         | Anastasia Grymalska Lara Meccico    | 7–6(3), 6–0      |
| Döntő    | 1.  | 2010. május 2.     | ITF Cagnes-sur-Mer, France                                  | Salak      | Stéphanie Cohen-Aloro  | Mervana Jugić-Salkić Darija Jurak   | 6–0, 2–6, [5–10] |
| Döntő    | 2.  | 2010. október 2.   | ITF Helsinki, Finnország                                    | Kemény (f) | Julija Bejhelzimer     | Kiki Bertens Richèl Hogenkamp       | 3–6, 5–7         |
| Győzelem | 2.  | 2011. április 15.  | ITF Casablanca, Marokkó                                     | Salak      | Sandra Klemenschits    | Magda Linette Katarzyna Piter       | 6–3, 3–6, [10–8] |
| Győzelem | 3.  | 2011. június 19.   | ITF Padova, Olaszország                                     | Salak      | Katarzyna Piter        | Irina Buryachok Jani Réka Luca      | 6–4, 6–3         |
| Győzelem | 4.  | 2011. október 23.  | ITF Glasgow, Egyesült Királyság                             | Kemény (f) | Emma Laine             | Yvonne Meusburger Stephanie Vogt    | 6–2, 6–4         |
| Győzelem | 5.  | 2011. november 6.  | ITF Nantes, Franciaország                                   | Kemény     | Stéphanie Foretz Gacon | Julie Coin Eva Hrdinová             | 6–0, 6–4         |
| Győzelem | 6.  | 2011. november 13. | ITF Opole, Lengyelország                                    | Szőnyeg    | Naomi Broady           | Paula Kania Magda Linette           | 7–6, 6–4         |
| Győzelem | 7.  | 2011. november 20. | ITF Bratislava, Szlovákia                                   | Kemény     | Naomi Broady           | Karolína Plíšková Kristýna Plíšková | 5–7, 6–4, [10–2] |
| Győzelem | 8.  | 2022. december 11. | Al Habtoor Tennis Challenge, Dubaj, Egyesült Arab Emírségek | Kemény     | Babos Tímea            | Magdalena Fręch Katerina Volodko    | 6–1, 6–3         |
| Győzelem | 9.  | 2023. július 9.    | Hága, Hollandia                                             | Salak      | Arantxa Rus            | Jasmijn Gimbrère Isabelle Haverlag  | 6–4, 6–0         |
| Győzelem | 10. | 2023. október 22.  | Sencsen, Kína                                               | Kemény     | Moyuka Uchijima        | Babos Tímea Katerina Volodko        | 6–2, 7–5         |
| Győzelem | 11. | 2024. március 17.  | Alaminos, Ciprus                                            | Salak      | Tena Lukas             | Francesca Curmi Cristina Dinu       | 6–4, 7–5         |
| Győzelem | 12. | 2024. június 22.   | Ilkley, Egyesült Királyság                                  | Fű         | Elena-Gabriela Ruse    | Quinn Gleason Tang Csien-huj        | 6–2, 6–2         |

## Eredményei Grand Slam-tornákon

### Egyéni
| Grand Slam | Australian Open | Australian Open       | Roland Garros | Roland Garros        | Wimbledon      | Wimbledon          | US Open        | US Open          |
| Év         | Eredmény        | Utolsó ellenfél       | Eredmény      | Utolsó ellenfél      | Eredmény       | Utolsó ellenfél    | Eredmény       | Utolsó ellenfél  |
| 2009       | 1. kör          | Patty Schnyder        | 1. kör        | Magdaléna Rybáriková | –              | –                  | 1. kör         | Stéphanie Dubois |
| 2010       | Q3              | Q3                    | 1. kör        | Li Na                | –              | –                  | –              | –                |
| 2011       | Q1              | Q1                    | 1. kör        | Morita Ajumi         | –              | –                  | Q2             | Q2               |
| 2012       | Q2              | Q2                    | 1. kör        | Dominika Cibulková   | 1. kör         | Jana Čepelová      | 3. kör         | Marion Bartoli   |
| 2013       | 2. kör          | Sloane Stephens       | 2. kör        | Samantha Stosur      | 1. kör         | Marija Sarapova    | 2. kör         | Jamie Hampton    |
| 2014       | 1. kör          | Stefanie Vögele       | 3. kör        | Andrea Petković      | 1. kör         | Zarina Dias        | 1. kör         | Petra Kvitová    |
| 2015       | 2. kör          | Bethanie Mattek-Sands | 3. kör        | Alison Van Uytvanck  | 3. kör         | Viktorija Azaranka | Negyeddöntő    | Roberta Vinci    |
| 2016       | 3. kör          | Darja Gavrilova       | 3. kör        | Serena Williams      | 1. kör         | A Szasznovics      | 2. kör         | A Pavljucsenkova |
| 2017       | 1. kör          | Ana Konjuh            | Negyeddöntő   | Bacsinszky Tímea     | 2. kör         | Alison Riske       | 1. kör         | Monica Niculescu |
| 2018       | 1. kör          | Ana Bogdan            | 1. kör        | Andrea Petković      | 3. kör         | Serena Williams    | 2. kör         | C Suárez Navarro |
| 2019       | 1. kör          | Donna Vekić           | 2. kör        | Petra Martić         | 2. kör         | Petra Kvitová      | 2. kör         | Fiona Ferro      |
| 2020       | 1. kör          | Karolína Plíšková     | 1. kör        | Laura Siegemund      | elmaradt       | elmaradt           | 2. kör         | Varvara Gracsova |
| 2021       | 3. kör          | Jessica Pegula        | 2. kör        | Anett Kontaveit      | 1. kör         | Jelena Ribakina    | 1. kör         | Kamilla Rahimova |
| 2022       | 1. kör          | Belinda Bencic        | 1. kör        | Leylah Fernandez     | 1. kör         | Angelique Kerber   | Selejtező (Q1) | Selejtező (Q1)   |
| 2023       | Selejtező (Q3)  | Selejtező (Q3)        | 1. kör        | Kayla Day            | Selejtező (Q1) | Selejtező (Q1)     | Selejtező (Q1) | Selejtező (Q1)   |
| 2024       | –               | –                     | 1. kör        | Petra Martić         | Selejtező (Q1) | Selejtező (Q1)     | Selejtező (Q2) | Selejtező (Q2)   |
| 2025       | Selejtező (Q2)  | Selejtező (Q2)        |               |                      |                |                    |                |                  |

### Páros
| Grand Slam | Australian Open             | Australian Open                    | Roland Garros               | Roland Garros                   | Wimbledon                   | Wimbledon                          | US Open                     | US Open                            |
| Év         | Eredmény Partner            | Utolsó ellenfél                    | Eredmény Partner            | Utolsó ellenfél                 | Eredmény Partner            | Utolsó ellenfél                    | Eredmény Partner            | Utolsó ellenfél                    |
| 2008       | –                           | –                                  | 1. kör Amandine Hesse       | Julie Coin Violette Huck        | –                           | –                                  | –                           | –                                  |
| 2009       | –                           | –                                  | 1. kör Émilie Loit          | Daniela Hantuchová Szugijama Ai | –                           | –                                  | –                           | –                                  |
| 2010       | –                           | –                                  | 1. kör Selima Sfar          | Sara Errani Roberta Vinci       | –                           | –                                  | –                           | –                                  |
| 2011       | –                           | –                                  | 2. kör P. Parmentier        | M. Krajicek L. Šafářová         | –                           | –                                  | –                           | –                                  |
| 2012       | 3. kör Petra Martić         | Vania King J. Svedova              | 2. kör S Foretz Gacon       | Kaia Kanepi Csang Suaj          | 2. kör S Foretz Gacon       | B. Mattek-Sands Szánija Mirza      | 2. kör Klaudia Jans-Ignacik | Serena Williams Venus Williams     |
| 2013       | 1. kör Petra Martić         | Mandy Minella M. Moulton-Levy      | Negyeddöntő G. Voszkobojeva | J. Makarova J. Vesznyina        | 2. kör G. Voszkobojeva      | Darija Jurak Tamarine Tanasugarn   | 3. kör G. Voszkobojeva      | N. Petrova Katarina Srebotnik      |
| 2014       | 2. kör Flavia Pennetta      | Madison Keys Alison Riske          | 3. kör Flavia Pennetta      | Ashleigh Barty Casey Dellacqua  | Döntő Babos Tímea           | Sara Errani Roberta Vinci          | 1. kör Babos Tímea          | Serena Williams Venus Williams     |
| 2015       | 2. kör Babos Tímea          | B. Mattek-Sands Lucie Šafářová     | 2. kör Babos Tímea          | D. Hantuchová Samantha Stosur   | Elődöntő Babos Tímea        | J. Makarova J. Vesznyina           | 3. kör Babos Tímea          | L. Arruabarrena Andreja Klepač     |
| 2016       | 2. kör Caroline Garcia      | Julia Görges Ka Plíšková           | Győzelem Caroline Garcia    | J Makarova J Vesznyina          | Negyeddöntő Caroline Garcia | Julia Görges Karolína Plíšková     | Döntő Caroline Garcia       | B Mattek-Sands Lucie Šafářová      |
| 2017       | Elődöntő Caroline Garcia    | Andrea Hlaváčková Peng Suaj        | 3. kör Sz Kuznyecova        | B Mattek-Sands Lucie Šafářová   | Negyeddöntő Sz Kuznyecova   | Ninomija Makoto Renata Voráčová    | 3. kör A Pavljucsenkova     | Csan Jung-zsan Martina Hingis      |
| 2018       | Győzelem Babos Tímea        | J Makarova J Vesznyina             | Negyeddöntő Babos Tímea     | Eri Hozumi Makoto Ninomiya      | Negyeddöntő Babos Tímea     | Alicja Rosolska Abigail Spears     | Döntő Babos Tímea           | Ashleigh Barty Coco Vandeweghe     |
| 2019       | Döntő Babos Tímea           | Samantha Stosur Csang Suaj         | Győzelem Babos Tímea        | Tuan Jing-jing Cseng Szaj-szaj  | Elődöntő Babos Tímea        | Hszie Su-vej Barbora Strýcová      | Negyeddöntő Babos Tímea     | Viktorija Azaranka Ashleigh Barty  |
| 2020       | Győzelem Babos Tímea        | Hszie Su-vej Barbora Strýcová      | Győzelem Babos Tímea        | Alexa Guarachi Desirae Krawczyk | elmaradt                    | elmaradt                           | 2. kör Babos Tímea          | Gabriela Dabrowski Alison Riske    |
| 2021       | –                           | –                                  | –                           | –                               | 1. kör Babos Tímea          | Zarina Dias Arina Rodionova        | –                           | –                                  |
| 2022       | 2. kör Caroline Garcia      | V Kugyermetova Elise Mertens       | Győzelem Caroline Garcia    | Cori Gauff Jessica Pegula       | –                           | –                                  | Negyeddöntő Caroline Garcia | Caroline Dolehide Storm Sanders    |
| 2023       | 2. kör Babos Tímea          | Storm Hunter Elise Mertens         | 2. kör Csang Suaj           | Hszie Su-vej Vang Hszin-jü      | –                           | –                                  | –                           | –                                  |
| 2024       | Negyeddöntő Caroline Garcia | Ljudmila Kicsenok Jeļena Ostapenko | –                           | –                               | 3. kör Caroline Garcia      | Caroline Dolehide Desirae Krawczyk | Döntő Csang Suaj            | Ljudmila Kicsenok Jeļena Ostapenko |
| 2025       | Negyeddöntő Csang Suaj      | Kateřina Siniaková Taylor Townsend |                             |                                 |                             |                                    |                             |                                    |

## Év végi világranglista-helyezései

### Egyéni
| Év       | 2008  | 2009 | 2010 | 2011 | 2012 | 2013 | 2014 | 2015 | 2016 | 2017 | 2018 | 2019 | 2020 | 2021 | 2022 | 2023 |
| Helyezés | 1005. | 202. | 354. | 183. | 76.  | 56.  | 81.  | 29.  | 42.  | 11.  | 44.  | 40.  | 49.  | 92.  | 112. | 249. |
| Páros    | –     | 530. | 270. | 100. | 28.  | 19.  | 17.  | 9.   | 2.   | 26.  | 3.   | 2.   | 3.   | 24.  | 18.  | 70.  |

## Díjai, elismerései
- WTA Doubles Team of the Year, "Az év párosa" (Babos Tímeával) (2019)[7]
- Az ITF világbajnoka párosban (Babos Tímeával) (2019)[8]
- Az év csapata egyéni sportágban Babos Tímeával (Magyarország) (2020)[9]

### Pénzdíjak
| Év        | Grand Slam győzelem | WTA győzelem | Megnyert tornák | Pénzdíjazás ($) | Rangsor |
| --------- | ------------------- | ------------ | --------------- | --------------- | ------- |
| 2009–2011 | 0                   | 0            | 0               | 226 498         | –       |
| 2012      | 0                   | 0            | 0               | 286 087         | 81      |
| 2013      | 0                   | 0            | 0               | 653 771         | 38      |
| 2014      | 0                   | 0            | 0               | 727 724         | 36      |
| 2015      | 0                   | 1            | 1               | 1 426 592       | 22      |
| 2016      | 0                   | 0            | 0               | 1 537 799       | 19      |
| 2017      | 0                   | 1            | 1               | 2 056 714       | 16      |
| 2018      | 0                   | 0            | 0               | 2 041 210       | 19.     |
| 2019      | 0                   | 0            | 0               | 1 982 602       | 20.     |
| 2020      | 0                   | 0            | 0               | 800 473         | 17.     |
| 2021      | 0                   | 0            | 0               | 552 155         | 69.     |
| 2022      | 0                   | 0            | 0               | 756 524         | 51.     |
| Karrier*  | 0                   | 2            | 2               | 13 123 659      | 39.     |

*2023. január 8-ai állapot